# Stormen
 For alternative betydninger, se Stormen (flertydig). (Se også artikler, som begynder med Stormen)
Stormen (orig. The Tempest) er et drama skrevet af William Shakespeare 1610-1611.

## Handling
Stykket handler om en tidligere fyrste af Milano ved navn Prospero, og hans datter Miranda. De er strandet på en ø, efter at være blevet forrådt af Prosperos bror, Antonio. Her finder de et monster ved navn Caliban, som de har gjort til deres slave. Prospero er god til at manipulere med folk, og har desuden en ånd ved navn Ariel, der hjælper ham.
Da Antonio en dag sejler forbi øen, sammen med Alonso, Sebastian, Gonzalez og Ferdinand, der alle, med undtagelse af Gonzalez, har været med til at forråde Prospero, får Prospero Ariel til at kæntre deres skib. Prospero får desuden Ariel til at sprede besætningen ud på hele øen, afskåret fra hinanden. Resten af stykket omhandler de forskelliges prøvelser, før de til sidst føres sammen.

## Historisk baggrund
Stormen er sandsynligvis inspireret af sagfører William Stracheys beretning  om en tre dages storm, han kom ud for, da han 2. juni 1610 stævnede ud fra Plymouth med kurs mod den nye koloni Jamestown i Virginia. Skibet forliste ved Bermuda, og Strachey og hans ledsagere tilbragte ni måneder der, mens de byggede nye skibe. Den ene, John Rolfe, mistede kone og barn på Bermuda, men kom selv til Virginia, hvor han anlagde tobaksindustrien og giftede sig med høvdingedatteren Pocahontas.

## Rollefigurer
| - Prospero: Tidligere og retmæssig hertug af Milano - Miranda: Prosperos datter - Ariel: Ånd - Caliban: Prosperos slave, og søn af Sycorax - Alonso: Kongen af Napoli - Sebastian: Alonsos bror | - Antonio: Prosperos bror, uretmæssig hertug af Milano - Ferdinand: Alonsos søn - Gonzalo: En gammel hæderlig rådsherre - Stephano: Fordrukken butler - Trinculo: En hofnar - Adrian: Adelsmand - Francisco: Adelsmand |